# محمد ضیف
محمد دیاب ابراهیم المصری (۱۲ اوت ۱۹۶۵ – ۱۳ ژوئیه ۲۰۲۴) معروف به محمد ضیف، فرمانده گردان‌های عزالدین قسام، شاخهٔ نظامی حماس بود. او ۱۳ ژوئیهٔ ۲۰۲۴ در حملات هوایی اسرائیل به المواصی واقع در خان یونس به همراه رافع سلامه دیگر فرمانده ارشد حماس، کشته شد.
در ۲۱ نوامبر ۲۰۲۴، دیوان کیفری بین‌المللی، حکم بازداشت ضیف به‌همراه بنیامین نتانیاهو، نخست‌وزیر وقت اسرائیل و یوآف گالانت، وزیر دفاع سابق اسرائیل را صادر کرد.

## دوران زندگی
نام اصلی او محمد المصری بود اما به دلیل جابه‌جایی‌های پیوسته او برای در امان ماندن از حملات اسرائیل، لقب ضیف که در عربی به معنای «مهمان» است به او داده شد. از سال‌های نخست زندگی محمد ضیف اطلاعات چندانی وجود ندارد. او در سال ۱۹۶۵ در یک اردوگاه پناهندگی واقع در خان یونس در نوار غزه زاده شد. محمد ضیف در دانشگاه، در رشته زیست‌شناسی تحصیل کرد و مدتی هم به فعالیت‌های تئاتری پرداخت. در پنجمین تلاش از سوی اسرائیل برای کشتن او، به ستون فقرات او به شدت آسیب رسید که باعث فلج شدن او شد. از آن پس، او رهبری بازوی نظامی حماس را به معاون خود، احمد جابری واگذار کرد که در سال ۲۰۱۲ به دست اسرائیل کشته شد اما گفته می‌شود که همچنان تصمیم‌گیری‌های مهم بر عهده خود بود.

## فعالیت نظامی
محمد ضیف از سال ۱۹۸۹ به حماس و از سال ۱۹۹۳ به مبارزان گردان‌های عزالدین قسام پیوست. ضیف از افراد نزدیک به یحیی عیاش بود. او پس از کشته شدن صلاح شحاده در سال ۲۰۰۲ به فرماندهی این گردان منصوب شد. اسرائیل او را به عنوان یکی از طراحان عملیات‌های انتحاری فلسطینیان علیه اسرائیلی‌ها از سال ۱۹۹۶ می‌دانست. الضّیف همچنین یکی از ۳ طراح اصلی راکت‌های قسام است و از مه ۲۰۰۰ تا آوریل ۲۰۰۱ تحت بازداشت تشکیلات خودگردان فلسطین بود. حفر شبکه‌ای از تونل‌های زیرزمینی در غزه از دیگر کارهای محمد ضیف بود. گمان می‌رفت که او عملیات‌های نظامی حماس را از همان‌جا رهبری می‌کرد.

## تلاش برای کشتن
اسرائیل دست کم ۷ بار برای به کشتن محمّد ضیف تلاش کرد که ۴ بار آن در دهه ۲۰۰۰ میلادی بوده. او پس از حمله هوایی به خانه یک عضو حماس در سال ۲۰۰۶ به شدت مجروح شد. به‌طوریکه یک چشم و یک پای خود را از دست داد. در خلال حمله شبانگاهی جنگنده‌های نیروی هوایی اسرائیل به یک خانه مسکونی در نوار غزه در ۱۹ اوت ۲۰۱۴، ۳ تن از اعضای یک خانواده که یک زن و یک دختر از میان جانباختگان شناسایی شدند، کشته شدند. مقامات اسرائیلی ادعا می‌کنند که فرد سوم، محمد ضیف، پدر این خانواده بوده که یکی از فرماندهان نبرد ۲۰۱۴ اسرائیل و غزه به‌شمار می‌رود. روز بعد، قتل محمد ضیف تکذیب شد و تنها، مرگ همسر و دختر شیرخواره وی تأیید شد. ناکامی‌های اسرائیل در ترور ضیف باعث شد که از طرف اسرائیل «گربه‌ای با ۹ جان» لقب بگیرد. خودداری ضیف در استفاده از فناوری ارتباطات مدرن، به او امکان فرار از حملات اسرائیل را داده است. اسرائیل ضیف را «دشمن شماره ۱» خود و او را مسئول جان کشته شدگان اسراییلی زیادی می‌داند.

## ترور
در ۱ اوت ۲۰۲۴، ارتش اسرائیل و شاباک (سازمان اطلاعات و امنیت داخلی اسرائیل) تأیید کردند که در عملیات این نیروها در سه هفته قبل در خان یونس در نوار غزه، محمد ضیف، فرمانده اصلی شاخه نظامی حماس، کشته شده است.
به نوشته هاآرتص، آمان (سازمان اطلاعات نظامی ارتش اسرائیل و شباک) در آن روز شنبه، ۱۳ ژوئیه اطلاع قطعی گرفته بودند که محمد ضیف و رافع سلامه در یک ساختمان در حال مذاکره هستند. جنگنده‌های ارتش اسرائیل محلی را که محمد ضیف از تونل‌ها بیرون آمده و در نزدیکی چادر آوارگان در منطقه المواسی در آن با رافع سلامه، فرمانده تیپ خان یونس حماس جلسه برگزار کرده بود، بمباران کردند. رسانه‌های اسرائیل نوشته بودند بیش از ۹ تُن مواد انفجاری برای آن بمباران به کار رفت و احتمال جان به در بردن ضیف بسیار ضعیف بود.
همچنین این ارتش تأکید کرد که از مدت‌ها قبل برای اجرای این حمله و ترور سران القسام برنامه‌ریزی کرده و این حمله بر اساس «داده‌های دقیق» سرویس جاسوسی شین بت و فرماندهی جنوب آن انجام شد.
شبکه العربیه به نقل از یک منبع امنیتی مسئول در حماس ادعا کرد که اعتراف پیک پیام رسان که پیام‌ها را از محمد شبانه، مسئول تیپ رفح گردان‌های القسام منتقل می‌کرد، باعث شد که مکان جلسه ضیف و «رافع السلامه» مسئول تیپ خان یونس، افشا و شناسایی شود.
چند ماه پس از انتشار این خبر بالاخره در ۳۰ ژانویه ۲۰۲۵، ابوعبیده، سخنگوی گردان‌های عزالدین قسام، کشته شدن وی را تأیید کرد.

## تصویر عمومی
ضیف به دلیل مواضعش علیه اسرائیل در میان فلسطینی‌ها محبوبیت زیادی دارد. او به دلیل جان سالم به در بردن از سوء قصدهای فراوان، به یک «قهرمان مردمی» تبدیل شده است. فلسطینی‌ها به او لقب «متفکر» داده‌اند. از نشانه‌های محبوبیت او می‌توان به شعارهای فلسطینیان اشاره کرد که می‌گویند: «در مقابل شمشیر، دیواری از شمشیر است؛ ما مردان محمد ضیف هستیم»